# هيلين فيليرز
هيلين فيليرز (بالفرنسية: Hélène Fillières)‏ (و. 1972 – م) هي ممثلة، ومخرجة سينمائية من فرنسا . ولدت في باريس .

## روابط خارجية
- هيلين فيليرز على موقع IMDb (الإنجليزية)
- هيلين فيليرز على موقع ألو سيني (الفرنسية)
- هيلين فيليرز على موقع أول موفي (الإنجليزية)
- هيلين فيليرز على موقع قاعدة بيانات الأفلام السويدية (السويدية)
- هيلين فيليرز على موقع قاعدة بيانات الفيلم (الإنجليزية)
- هيلين فيليرز على موقع كينوبويسك (الروسية)